# 山形中央信用組合

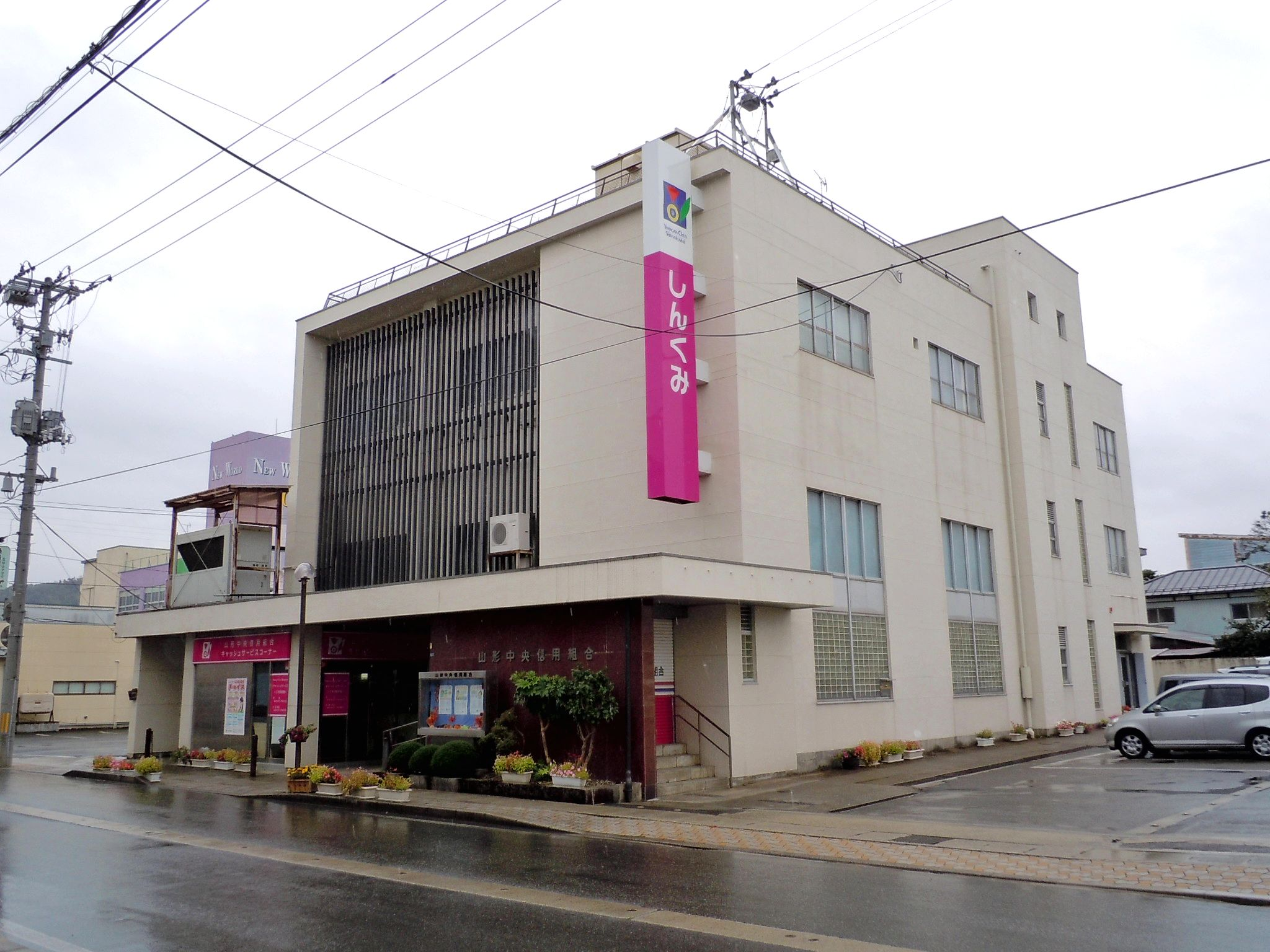
本店

山形中央信用組合（やまがたちゅうおうしんようくみあい）は、山形県長井市に本店を置く信用組合である。山形県内に本店を持つ信用組合で唯一セブン銀行ATMでの出金手数料無料時間帯がある信用組合である。

## 沿革
- 1951年5月 置賜信用組合として設立。
- 1959年5月 山形県中央信用組合に改称。
- 1984年6月 山形中央信用組合に改称。
- 2016年4月 荘内銀行とATM 手数料相互無料提携を開始[3]。